# Coblença
Coblença (em alemão Koblenz ou Coblenz em ortografias arcaicas; em francês Coblence, do termo latino Confluentia, "confluência" ou "encontro de rios") é uma cidade da Alemanha localizada no estado da Renânia-Palatinado, na confluência dos rios Mosela e Reno.  É considerada a terceira maior cidade daquele estado alemão e possui uma população de 107 064 habitantes (2005) e 105,02 km² de área.
Coblença é uma cidade independente (Kreisfreie Stadt) ou distrito urbano (Stadtkreis), ou seja, possui estatuto de distrito (kreis). Thomas Anders, ex-vocalista da extinta dupla Modern Talking, nasceu em Coblença.
Era conhecida como Abitárvio (em latim: Abitarvium) no período romano.

## Turismo
Devido à sua posição geográfica, a cidade atrai uma grande quantidade de turistas, tendo registrado um número de 657 590 dormidas nos hotéis da cidade no ano de 2015.
Devido à confluência entre os rios Reno e Mosela, vários barcos-hotéis vindos de diversos países como a Suíça e França aportam na cidade.
A cultura do vinho, característica na região, também é um atrativo. As montanhas que circundam a cidade já eram usadas desde a Antiguidade pelos romanos para cultura do vinho, tradição que permanece até aos dias de hoje. Há importantes regiões vinícolas tanto no rio Reno quanto no Mosela e em vários bairros como Moselweiß, Lay, Güls e Ehrenbreitstein.
Em 2011, Koblenz foi sede do Bundesgartenschau, também conhecido por BUGA, uma feira anual de jardins que, a cada ano, uma cidade alemã é escolhida para sediar. O BUGA aconteceu na Fortaleza de Ehrenbreitstein e, devido à dificuldade de acesso à fortaleza, por ficar no topo de uma montanha, foi construído um teleférico sobre o rio Reno. O teleférico deveria ser provisório porém demonstrou-se muito útil e permanece até aos dias de hoje.